# 张表乡
张表乡：曾是山东省菏泽市巨野县所辖的一个乡镇，政府驻地是张表村。2001年2月6日被撤销，其行政区域并入柳林镇。
“张表”之名，始见于明朝刊刻的《巨野县志》。张表乡北邻龙堌镇，南邻柳林镇，东邻济宁市，西邻孟海镇，交通便利。

## 歷史
- 明朝洪武年间，设置张表里。
- 清朝初年，设置张表保，属第三乡管辖。
- 中华民国元年(1912年)，张表保改属柳林区。
- 抗日战争时期，巨野县公署设置张表乡，隶属于第五区。
- 1949年5月，张表乡属第六区。
- 1958年9月，张表乡更名为张表集大队，属柳林公社管辖。
- 1978年12月13日，中共张表工委、张表公社同时在张表村东街成立。
- 1983年4月29日，在张表村东街成立张表乡。
- 2001年2月6日，张表乡被撤销，其行政区域并入柳林镇，同时，在张表村东街成立张表管区。[1]

## 經濟
此地以农业为主。为温带季风气候区，冬冷夏热，是国家优质粮棉产区和重要农耕区。北木河（洙赵新河支流）、万福河支流流经该区域，为农田灌溉提供了便利。